# Allium kuhrangense
Allium kuhrangense — вид трав'янистих рослин родини амарилісові (Amaryllidaceae), ендемік Ірану.

## Опис
Цибулина яйцеподібно-круглої форми, 30–35 мм в діаметрі; зовнішні оболонки чорнуваті і нерівномірно розщеплені. Стеблина циліндрична, ± гнучка, гладка, завдовжки 1–2 см над ґрунтом, ≈ 2–3 мм в діаметрі. Листків два, один зазвичай більший і ширший, світло-зелені, 6.5–8 × 3–5 см, від довгастих до яйцюватих, товсті й м'ясисті; край дрібно зубчастий, особливо в основі листя, зеленувато-білий. Суцвіття напівкруглої форми, щільне, багатоквіткове (50 і більше квіток), діаметром 4.5–6.5 см. Квітки широко дзвінчасті до воронкоподібної форми, зірчаті у плодоносному стані. Листочки оцвітини від вузько довгастих до еліптичних, тупі на кінчику, завдовжки 7–10 мм, до 2 мм шириною в середній частині, білі, серединна жилка зелена (фіолетова в сухому стані), після періоду цвітіння стає темнішою. Пиляки ≈ 1.5 мм завдовжки, рожево-жовтого кольору. Зав'язь світло-зелена, зворотно-яйцювата, 2.5–5 × 3–4 мм. Коробочка з трьома борознами, ≈ 5 мм завдовжки та діаметром 4 мм, від жовтуватого до зеленуватого кольору. Насіння по одному на комірку, стиснено-зворотнояйцеподібне, довжиною 1.5–2.5 мм, ≈ 1.5 мм шириною та 1 мм товщиною, чорного кольору. 2n = 2x = 16.
Цвітіння триває з травня по червень; плодоношення завершується в кінці липня.

## Поширення
Ендемік Ірану.
Населяє гравійно-кам'янисті гірські схили між 2750–2850 м.